# Born (Nederland)

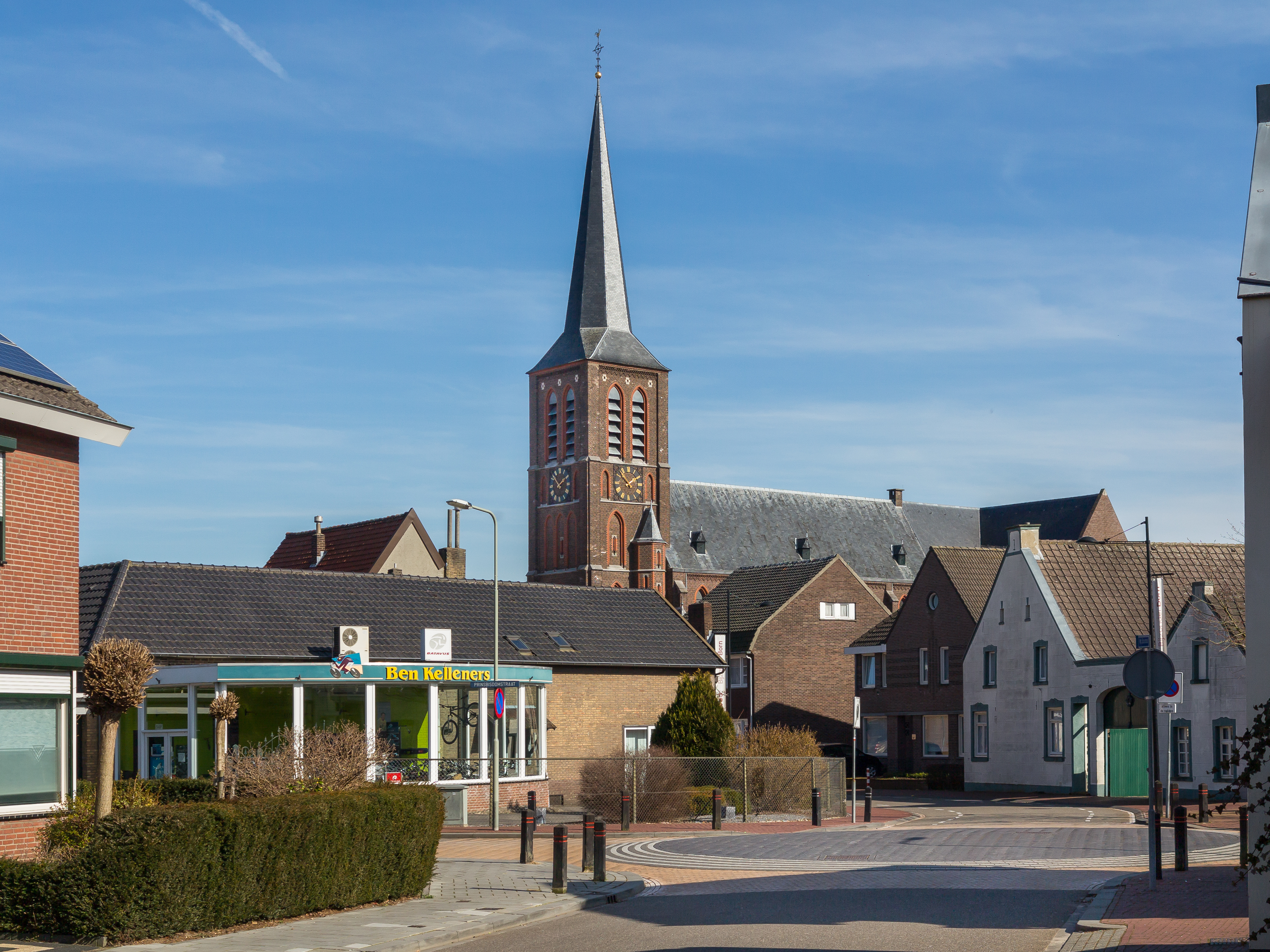
Rooms Katholieke Kerk Sint Martinus

Born (Limburgs: Bor) is een kerkdorp gelegen in de zogenaamde 'taille' van de Nederlandse provincie Limburg en vormt sinds 2001 een deel van de gemeente Sittard-Geleen. Er wonen circa 6000 mensen. Born is met name bekend door de huisvesting van VDL Nedcar, de grootste Nederlandse autoproducent.
De plaats, die tot 2001 een zelfstandige gemeente was, deelt, evenals onder meer Sittard en Susteren, slechts een korte geschiedenis met Limburg. Deze plaatsen hebben van 1400 tot 1806 ook niet tot de Nederlanden behoord, maar (vanaf het begin van de 16e eeuw) tot de Westfaalse Kreits, die deel uitmaakte van het Heilige Roomse Rijk.

## Geschiedenis

### Middeleeuwen
De eerste vermelding van de plaatsnaam Born (als Burne) dateert uit het jaar 1125. De nederzetting Born is aan de noordoostzijde van het Graetbos ontstaan bij een waterbron. Hieraan heeft de plaats waarschijnlijk zijn naam te danken. Er zijn in Duitsland, Luxemburg, België (Born, provincie Luik) en Frankrijk diverse plaatsen die ook zo heten.
In de 12e eeuw wordt de heerlijkheid gedeeld door de bisschoppen van Keulen en Luik. In 1213 komt het aan het graafschap Loon en in 1234 aan het hertogdom Gelre.

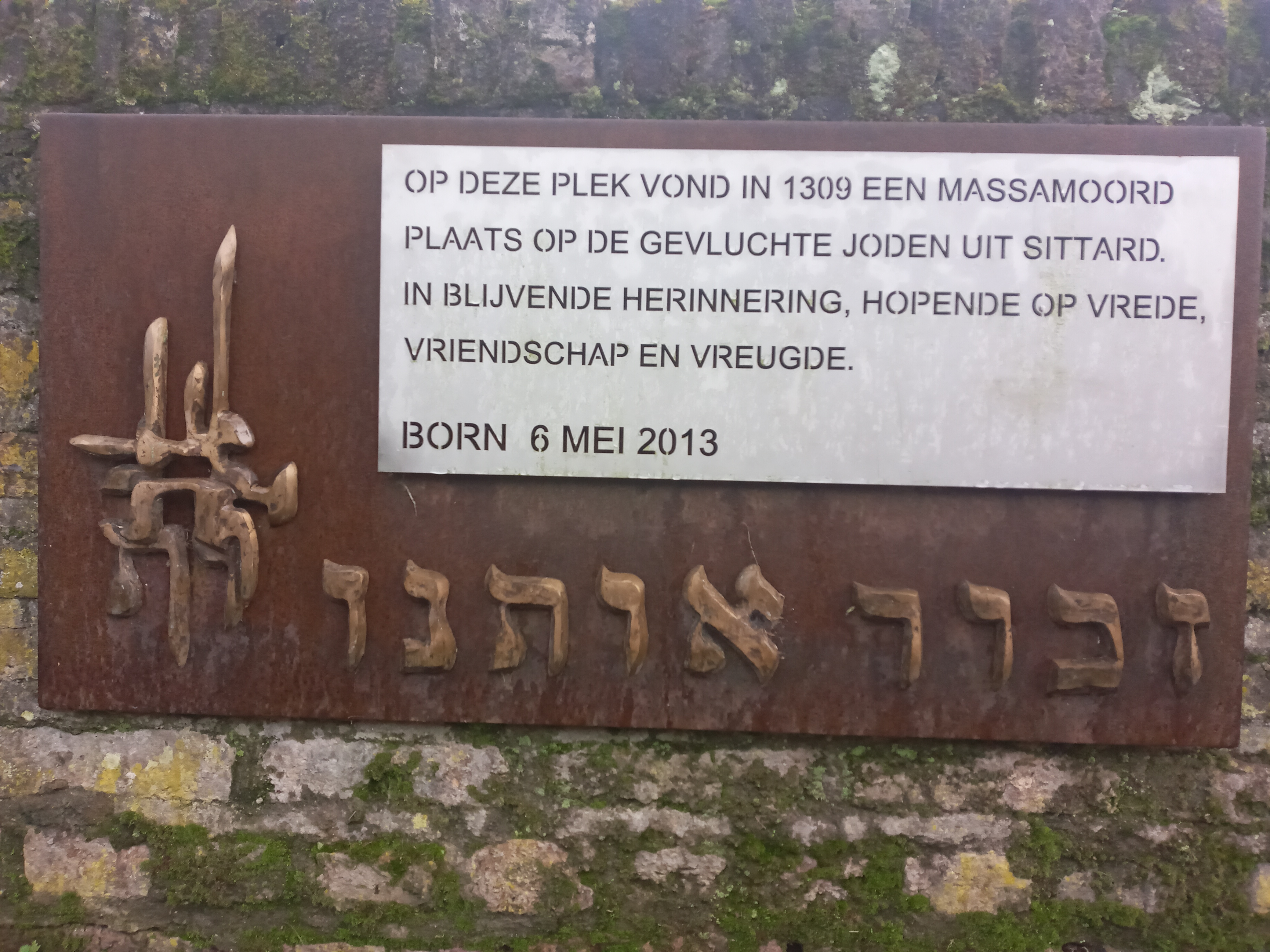
Bord bij het kasteel ter herdenking van de massamoord

In 1298 werden op vele plaatsen in Zuid-Duitsland joden vermoord vanwege jodenhaat. Dit sloeg over op andere gebieden en in 1309 zwierven bendes van de Armenkruistocht rond die het op joden hadden gemunt. De joden uit Sittard en Susteren waren daarom naar kasteel Born gevlucht voor bescherming van kasteelheer Reinoud van Valkenburg. Dit mislukte, want 110 joden werden levend verbrand en het kasteel ging in vlammen op. Dit was de eerste jodenpogrom om het grondgebied van het huidige Nederland. Deze geschiedenis is ontdekt door Peer Boselie in de middeleeuwse Kroniek van Tiel. Ter herinnering aan deze misdaad is in 2013 een herdenkingsbord geplaatst op Kasteelhof 3.

#### Ambt Born
In 1400 wordt Born tezamen met Sittard en Susteren verkocht aan de hertog van Gulik en wordt het de zetel van een drost ('ambtman'). Ambt Born behelsde een gebied op de rechteroever van de Maas bestaande uit de nederzettingen Born, Sittard, Broeksittard, Susteren, Grevenbicht, Buchten, Holtum, Guttecoven, Urmond en Berg (thans Nederland) en Tudderen, Wehr, Susterseel en Hillensberg (thans Duitsland).

### Nieuwe tijd
In 1709 verschuift de zetel van het ambt naar Sittard. Gedurende de Franse tijd, tussen 1794 en 1800 behoorde Born tot het Kanton Sittard. In 1800 verloren de kantons hun bestuurlijke taak, die vanaf dat jaar aan de gemeenten werd toegemeten, waarop de gemeente Born verrees. Na de Franse tijd, in 1815, kwam de gemeente bij het Verenigd Koninkrijk der Nederlanden, werd in 1830 eerst deel van het nieuw gevormde Koninkrijk België, en hoort pas sinds 1839 (na de verdeling van Limburg in een Belgische en een Nederlandse provincie) definitief tot Nederland.

### Moderne geschiedenis
Born was samen met de kerkdorpen Buchten en Holtum een zelfstandige gemeente tot 1 januari 1982. Op die datum werd ten gevolge van gemeentelijke herindeling een nieuwe gemeente gevormd door grotendeels de opgeheven gemeenten Born, Grevenbicht en Obbicht en Papenhoven. Deze gemeente, die de naam Born kreeg, fuseerde in 2001 met de gemeenten Sittard en Geleen tot de nieuwe gemeente Sittard-Geleen.
In 1926 werd er door Born een tramlijn aangelegd als onderdeel van de tramlijn Roermond - Sittard. Het dorp kreeg een halte bij het dorpscentrum en een halte met wisselplaats bij de Molenstraat. In 1931 ging de tramdienst van start en op beide haltes stopten vijf trams per richting per dag. Een rit naar Sittard duurde respectievelijk veertien en twaalf minuten. Vanwege de aanleg van het Julianakanaal werd de lijn omgelegd via de Parkweg en de Sluisweg. In 1933 reed echter de laatste tram omdat de tramlijn omgebouwd werd tot de huidige goederenspoorlijn Sittard – Born. Het dubbelspoor bij de halte Molenweg is hierbij verwijderd. In 1935 werd de goederenspoorlijn geopend. De tramgeschiedenis van deze spoorlijn is nog te zien aan het huidige verloop van het tracé, omdat de lijn door de bebouwde kom loopt.
Verder van belang is de opening van het Julianakanaal met sluis in 1934 en de aanleg van steenkoolhavens met spooraansluiting (Overslaghaven, Franciscushaven) ten noorden van Born (Buchten), in hetzelfde jaar. In 1935 kwamen twee kolentips gereed voor de overslag van steenkool uit de Oostelijke Mijnstreek op binnenvaartschepen. In 1964 zijn er nieuwe sluizen aangelegd in het kanaal. Drie jaar later, in 1967, werd een personenautofabriek geopend, het latere VDL NedCar, mede ter compensatie van de mijnsluitingen die zich rond deze tijd eveneens afspeelden. Ook de opening van de autosnelweg omstreeks 1968 zorgde voor toename van de industriële en logistieke bedrijvigheid.

## Geografie en topografie
Born ligt in de zogenaamde 'taille van Limburg'; een smal gedeelte van Nederland dat Zuid-Limburg met de rest van het land verbindt. Vanuit de dorpskern is de afstand tot de Belgische grens hemelsbreed 2,5 kilometer westwaarts en tot de Duitse grens 4,7 kilometer oostwaarts. Vanaf de bebouwingsgrenzen zijn deze afstanden nog kleiner. Born ligt op een hoogte van ongeveer 35 meter.
Born ligt langs het Julianakanaal, waar ter hoogte van het dorp een sluizencomplex ligt. Ten noorden hiervan ligt het havengebied dat zich uitstrekt tot voorbij Holtum en de buurtschap Gebroek.
Het gebied waarin Born ligt is dichtbebouwd, deels door industrie (havengebied, VDL NedCar) en deels door woongebied. Born is vanaf omstreeks 2014 uitgebreid met de wijk Aldenhof, waardoor Born nu tegen het buurdorp Buchten is aangebouwd. Ook het voormalige gehucht Hondsbroek is helemaal opgegaan in Born en vormt een eigen wijk. Daarnaast is er rondom het dorp ook natuur; aan de oostzijde ligt het Limbrichterbos en aan de zuidzijde de Graetheide.
Ten oosten van Born loopt ook de Hondsbeek.

## Klimaat
| Maand                                                                                     | jan  | feb  | mrt  | apr  | mei  | jun  | jul  | aug  | sep  | okt  | nov  | dec  | Jaar |
| ----------------------------------------------------------------------------------------- | ---- | ---- | ---- | ---- | ---- | ---- | ---- | ---- | ---- | ---- | ---- | ---- | ---- |
| Hoogste maximum (°C)                                                                      | 11,6 | 13,6 | 18,6 | 23,0 | 26,3 | 30,3 | 31,7 | 32,5 | 27,6 | 23,8 | 17,3 | 12,4 | 32,5 |
| Gemiddeld maximum (°C)                                                                    | 6,0  | 7,2  | 11,0 | 14,9 | 18,8 | 21,3 | 23,7 | 23,9 | 20,3 | 16,3 | 10,4 | 6,5  | 15,1 |
| Gemiddeld minimum (°C)                                                                    | 1    | 0,9  | 2,8  | 4,7  | 8,2  | 10,8 | 12,8 | 12,6 | 10,2 | 7,3  | 4,1  | 1,9  | 6,5  |
| Laagste minimum (°C)                                                                      | −5,3 | −4,3 | −2,6 | −1,6 | 1,4  | 4,8  | 7,3  | 7,0  | 4,4  | −0,3 | −1,6 | −4,2 | −5,3 |
|                                                                                           |      |      |      |      |      |      |      |      |      |      |      |      |      |
| Neerslag (mm)                                                                             | 64   | 53   | 51   | 42   | 54   | 56   | 54   | 48   | 49   | 52   | 55   | 70   | 648  |
| Zonuren (uur/dag)                                                                         | 4,7  | 5,8  | 6,9  | 7,7  | 8,2  | 8,2  | 9,1  | 9,5  | 8,5  | 8,3  | 5,2  | 4,2  | 7,2  |
| Bron: https://www.buienradar.nl/weer/born/nl/2758602/klimaat (geraadpleegd op 7 mei 2021) |      |      |      |      |      |      |      |      |      |      |      |      |      |

## Bezienswaardigheden
- Centraal in Born, in het oude gedeelte, staat de bakstenen Sint-Martinuskerk van 1907.
- Kasteel Born
- Woonhuis aan Städgen 6, is een 17e-eeuws huis met overkragende verdieping in vakwerkbouw.
- Sint-Hubertuskapel, aan hoek Kasteelweg/Kapelweg
- Sint-Josephklooster, aan Bronstraat 9, gebouwd in 1936 voor de Zusters van de Goddelijke Voorzienigheid te Sittard. Hieraan verbonden was het Verzorgingshuis Sint-Maarten. De zusters vertrokken in 2008. In 2011 werd het omgebouwd tot hospice.

Zie ook
- Lijst van rijksmonumenten in Born
- Lijst van gemeentelijke monumenten in Born

## Bevolking
Het postcodegebied van Born telde in 2023 5.870 inwoners.
Onderstaande tabel geeft de demografische evolutie van Born weer tussen 1840 en 2023.
| 1840 | 1930 | 1960 | 1995 | 1997 | 1999 | 2001 | 2003 | 2004 | 2005 | 2006 | 2014 | 2018 | 2021 | 2023 |
| ---- | ---- | ---- | ---- | ---- | ---- | ---- | ---- | ---- | ---- | ---- | ---- | ---- | ---- | ---- |
| 1426 | 2553 | 4324 | 5200 | 5450 | 5410 | 5390 | 2710 | 5780 | 5820 | 5900 | 6100 | 6025 | 5895 | 5870 |

## VDL Nedcar
Sinds de jaren 60 van de 20e eeuw worden in Born auto's geproduceerd. In 1965-67 bouwde autofabrikant DAF een nieuwe fabriek in Born. Nadat Volvo in 1976 het grootste deel van de aandelen van het bedrijf in handen kreeg werd DAF Car B.V. omgedoopt in Volvo Car B.V.. In 1992 kwam het nieuwe bedrijf NedCar voort uit een samenwerkingsverband tussen Mitsubishi, Volvo en de Nederlandse Staat. Na een aantal flinke reorganisaties werd het bedrijf op een laag pitje gerund door Mitsubishi.
In totaal zijn er in Born ruim 4.500.000 auto's geproduceerd. De autofabriek is een belangrijke werkgever in de regio. Na tijdens de topjaren zo'n 4000 à 5000 man in dienst gehad te hebben, werkten er in 2011 nog ongeveer 1500 mensen. In 2012 werd de fabriek overgenomen door de VDL Groep. Na een ingrijpende verbouwing rolden sinds 2014 voor opdrachtgever BMW de eerste auto's van het nieuwe model Mini van de band.

## Infrastructuur

### Wegen
Langs Born loopt de autosnelweg A2, die Zuid-Limburg met de rest van het land verbindt. Ten noordoosten van Born ligt de N297, die de A2 met de Duitse A46 verbindt.

### Brug
- Over het Julianakanaal bij KM 29,79 de vaste brug Illikhoven, doorvaartwijdte 55,00 m, doorvaarthoogte KP +7,32 m.
- Over de sluis Born (en dus het Julianakanaal) ligt over het benedenhoofd op KM 27,39 een brug met doorvaartwijdte 14,00 m en doorvaarthoogte KP +7,46 m (sluis 2 en 3), die Grevenbicht met Born verbindt.[7]

### Sluis
- KM 27,24 Oude sluis Born: kolklengte 132,50 m, kolkwijdte 13,50 m, drempeldiepte KP -3,60 m. Deze sluis met de karakteristieke heftorens wordt gewoonlijk niet meer bediend.[8] De oude sluis Born is geklasseerd als rijksmonument.[9] Over het benedenhoofd ligt op KM 27,31 een brug met doorvaarthoogte KP +6,95 m.[7] Deze brug is geklasseerd als rijksmonument.[10]
- KM 27,31 Sluis Born (sluis 2) kolklengte 225,00 m, kolkwijdte 16,00 m, drempeldiepte KP -4,00 m, over het benedenhoofd op KM 27,39 een vaste brug: Wijdte 14,00 m, doorvaarthoogte 7,46 m.
- KM 27,31 Sluis Born (sluis 3) kolklengte 142,00 m, kolkwijdte 16,00 m, drempeldiepte KP -4,00 m, over het benedenhoofd op KM 27,39 een vaste brug: Wijdte 14,00 m, doorvaarthoogte 7,46 m.[11]

### Havens
Er zijn enkele havens aan het Julianakanaal, bestemd voor goederenvervoer die liggen op het bedrijventerrein Holtum-Noord. Van zuid naar noord:
- km 29,23 Overlaadhaven spoor, lengte 500 m, breedte 90 m, diepte KP -2,90 m
- km 29,62 Franciscushaven, lengte 900 m, bodembreedte 57 m, diepte KP -3,90 m
- km 30,42 Gulik-Gelrehaven, lengte 450 m met ombuiging in oostelijke richting van 250 m, bodembreedte 57 m[11]

Totale kadelengte: 1000 m. Toegestane scheepsafmeting CEMT-klasse Vb schepen, 135 meter lengte.
Deze havens zijn aangelegd in 1934 ten behoeve van de overslag van steenkool die vanuit een aantal Zuid-Limburgse steenkoolmijnen hier werd aangevoerd. Toen in de jaren 60 van de 20e eeuw de mijnen werden gesloten veranderde het havenbedrijf. Zo kwamen er uitgestrekte autodepots en daarnaast kwamen er tal van andere bedrijven. Tot het havengebied behoort het bedrijventerrein Holtum-Noord, inclusief de uitbreiding Holtum-Noord II, dat in totaal 184 ha meet. Bij het sluizencomplex ligt bedrijventerrein Sluisweg, dat 37 ha meet.

### Spoorlijn
De havens van Born zijn met het landelijke spoorwegnet bij Sittard verbonden via de spoorlijn Sittard - Born, die uitsluitend voor goederenvervoer wordt gebruikt.

## Geboren in Born
- Bert Cremers (1949-2021), politicus en burgemeester

## Nabijgelegen kernen
Schipperskerk, Obbicht, Grevenbicht, Buchten, Limbricht en Guttecoven